# Municipio de Villa Pesqueira
El municipio de Villa Pesqueira es un municipio del estado mexicano de Sonora.

## Historia
Su cabecera municipal es Mátape y fue fundada en 1629 por Martín de Azpilcueta como (San José de) Mátapa. El Congreso del Estado ordenó el cambio a su nombre actual, a petición de los habitantes, el 11 de febrero de 1867. El municipio fue creado el 11 de diciembre de 1930, con la escisión territorial del municipio adyacente de Ures.

## Toponimia
El origen del topónimo Mátapa que posteriormente se convirtió en Mátape, proviene del idioma ópata que significa "lugar de metales".

## Geografía
El municipio de Villa Pesqueira cuenta con una extensión territorial de 1,834.13 km², se encuentra ubicado en las coordenadas 28°56′58.6″N 109°59′52.8″O / 28.949611, -109.998000 colinda con al noroeste con Moctezuma, al este con San Pedro de la Cueva, al sur con La Colorada, al oeste con Ures, al sureste con Bacanora y Soyopa, al suroeste con Mazatán y al noreste con Baviácora.

## Población
La población registrada en el censo de población y vivienda de 2010 realizada por el INEGI fue de 1,254	 habitantes de los cuales 688 son hombres y 566 son mujeres.

### Principales asentamientos
| Nombre        | Tipo         | Código Postal |
| ------------- | ------------ | ------------- |
| Mátape        | Pueblo       | 84770         |
| Nácori Grande | Pueblo       | 84775         |
| Adivino       | Congregación | 84790         |

## Economía
Las principales actividades económicas son la agricultura y la ganadería, como actividad relegada se encuentra la industria.